# 出光佐三
出光 佐三（いでみつ さぞう、1885年〈明治18年〉8月22日 - 1981年〈昭和56年〉3月7日）は、明治から戦後にかけての日本の実業家・石油エンジニア・海事実業家・慈善家。石油元売会社出光興産の創業者。貴族院多額納税者議員。フランス共和国文化勲章コマンドール受章。

## 人物
神戸高等商業学校（現・神戸大学）卒業。同校で水島銕也校長に師事し「士魂商才」の理念に感化を受ける。同期に高畑誠一、永井幸太郎、和田恒輔。内池廉吉教授の「商業概論」の講義で受けた「商売は金儲けではない」との教えから、1940年に出光興産創業後、大地域小売業を展開した。
弟（六男）・出光計助は1966年10月から1972年1月まで第2代社長。長男・出光昭介は1981年6月から1993年5月まで第5代社長。また弟（四男）・出光弘は主に九州でガソリンスタンドを展開する新出光（資本関係は無かったが出光本体への出資が2005年に決定）の創業者。
新出光会長の出光芳秀は甥にあたる。甥の妻が推理作家の夏樹静子である。
佐三は故郷である福岡県宗像市に在る宗像大社が海上安全の神、宗像三女神を祀っていることもあり厚く信仰していた事で知られ、往時の荘厳な神域を再現させた「昭和の大造営」にも私財をなげうって貢献した。また、本社社屋に宗像大社から分霊した宗像神社を造営し毎朝参拝するのが日課だった。宗像神社は出光の事業所、製油所、石油化学工場にも造営されている。

## 略歴

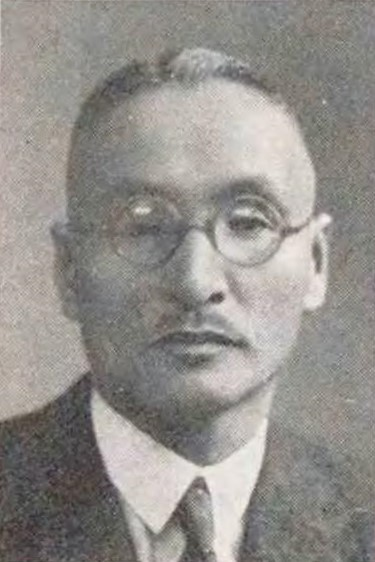
貴族院多額納税者議員時代の出光

- 1885年（明治18年）8月22日 福岡県宗像郡赤間村（現・福岡県宗像市赤間）にて、藍問屋を営む父・出光藤六、母・千代の二男として生まれる。
- 1901年（明治34年）福岡市商業学校（現・福岡市立福翔高等学校）に入学。
- 1905年（明治38年）神戸高等商業学校（現・神戸大学経営学部）に入学。神戸高商在学中、将来外交官になろうと考えていた。
- 1909年（明治42年）同校卒業。卒業論文は「筑豊炭及び若松港」。当時同校の卒業生は海運会社の社員に就職するのが通常だったが、神戸で小麦粉と石油・機械油などを扱う従業員3人の酒井商店に丁稚として入店。学友から「お前は気違いだ。学校のつらよごしだ」と言われる。
- 1911年（明治44年）6月20日 日田重太郎（資産家。日田の息子の家庭教師を佐三が務める）から「働く者を身内と思い良好な関係を築き上げろ。己の考えを決して曲げず貫徹しろ。そして私（日田）が金を出したことは他言するな。」と資金6,000円を渡され満25歳で独立。福岡県門司市（現・北九州市門司区）に出光商会を設立。日本石油（現・ENEOS）の特約店として機械油を扱った。
- 1914年（大正3年）南満州鉄道に車軸油の納入成功。
- 1919年（大正8年）酷寒の地・満州で車軸油が凍結し、貨車のトラブルが続出していた南満州鉄道に「2号冬候車軸油」を無償で提供。当初は使われてすらいなかったが、単身満州にわたり満鉄本社に直談判し、現地で試験を行い、事故を一掃した。1927年（昭和2年）満鉄創立20周年のときに、感謝状と銀杯が贈られた。
- 1923年（大正12年）関東大震災に際し、全店員に禁煙を呼びかける（2ヶ月間）。
- 1924年（大正13年）第一銀行（現・みずほ銀行）からの25万円の借入金引き揚げ要請があったが、二十三銀行（現：大分銀行）の林清治支店長が肩代わり融資を決め、窮地を脱する。この頃、自殺説までささやかれる。
- 1929年（昭和4年）朝鮮における石油関税改正のために奔走。
- 1932年（昭和7年）門司商工会議所会頭に就任。
- 1935年（昭和10年）「満州国」の石油専売制に反対。
- 1937年（昭和12年）2月5日 貴族院議員（多額納税）に就任[7]。
- 1938年（昭和13年）国策会社大華石油設立に反対。
- 1940年（昭和15年）3月 出光興産株式会社を設立。
- 1941年（昭和16年）北支石油協会の設立に反対。
- 1943年（昭和18年）石油販売法に反対。
- 1945年（昭和20年）8月 出光佐三は、終戦の2日後、従業員に「愚痴をやめよ。世界無比の三千年の歴史を見直せ。そして今から建設にかかれ」と訓示した。多くの企業が人員を整理する中、出光佐三は約1千名の従業員の首を切らないことを宣言した。
- 1946年（昭和21年）国際石油カルテル独占を規制することを建言。
- 1947年（昭和22年）公職追放令該当のため貴族院議員資格が消滅（3月12日）[8]。出光、石油配給公団の販売店に指定される（10月）。出光商会と出光興産が合併し、出光興産として再出発（11月）。
- 1949年（昭和24年）出光興産、元売業者に指定される（10月）。
- 1950年（昭和25年）出光興産、石油製品の輸入を主張。
- 1951年（昭和26年）出光興産、日章丸二世を建造。「消費者本位の石油政策」を発表（9月）。
- 1952年（昭和27年）出光興産、高オクタン価ガソリンを輸入。
- 1953年（昭和28年）5月9日 イラン石油輸入日章丸事件：日章丸二世（1万9千重量トン）が、石油を国有化し英国と係争中のイランのアバダンから、ガソリンと軽油を満載し、川崎へ入港。英国アングロイラニアン社（BPの前身）は積荷の所有権を主張し、東京地方裁判所に提訴したが、出光の勝訴が決定し、日本国民を勇気付けるとともに、イランと日本との信頼関係を構築した。このとき、佐三は、東京地方裁判所民事九部北村良一裁判長に「この問題は国際紛争を起こしておりますが、私としては日本国民の一人として俯仰天地に愧じない行動をもって終始することを、裁判長にお誓いいたします。」と答えた。
- 1957年（昭和32年）出光興産の徳山製油所、竣工（3月）。
- 1960年（昭和35年）出光興産、ソ連石油を輸入（4月）。
- 1962年（昭和37年）生産調整に反対し、出光興産、石油業法に反対。石油連盟脱退を決める（1966年（昭和41年）、生産調整・廃止を受けて復帰）。
- 1963年（昭和38年）出光興産の千葉製油所、竣工（1月）。出光興産、石油化学工業へ進出（4月）。出光興産、石油連盟から一時脱退（11月）。
- 1966年（昭和41年）出光興産の社長を退き、会長に就任。
- 1972年（昭和47年）出光興産の会長を退き、店主に就任。
- 1976年（昭和51年）フランス共和国文化勲章コマンドール受章。
- 1981年（昭和56年）3月7日 満95歳で死去。

## その他
- 小学校の頃から神経症と眼病を患い、読書により自分の頭で考え抜く習慣を身につける。
- 皇室を極めて篤く崇敬したので死去した際に昭和天皇が「出光佐三逝く 三月七日 国のため ひとよつらぬき 尽くしたる きみまた去りぬ さびしと思ふ」と詠んだ。
- 30分番組は通常10～15分程度で中途にCMが入ることが多い中、出光興産一社提供の『題名のない音楽会』は佐三の「芸術に中断は無い」との考えに基づいて最初と最後の提供コール前後にCMを入れて本編は通しで放送される構成となっている。
- 2011年6月20日の出光創業100周年記念日には「日本人にかえれ」の名言の新聞広告が全国紙と一部の地方紙に掲載された。

## 賞詞
- 紺綬褒章
- 勲四等瑞宝章
- フランス共和国文化勲章コマンドール
- 福岡県宗像郡赤間町名誉町民
- 福岡県門司市名誉市民

## 著書
- 『四十年間を顧る』 1951年
- 『わが四十五年間』 1956年
- 『物質尊重より人間尊重へ』出光松寿会、1961年。
- 『人間尊重五十年』 春秋社 1962年。新版2016年
- 『経営のあり方』東海銀行、1962年。
- 『「人の世界」と「物の世界」―四十の質問に答える』 出光興産社長室 1963年。新版・春秋社 2014年
- 『マルクスが日本に生れていたら』 春秋社 1966年（1972年改訂）。新版・春秋社、2013年
- 『働く人の資本主義』 春秋社 1969年。新版・春秋社 2013年
- 『日本人にかえれ』ダイヤモンド社　1971年、新版2004年
- 『永遠の日本―二千六百年と三百年 出光佐三対談集』 平凡社 1975年
- 『道徳とモラルは完全に違ふ』 出光興産 1983年
- 『出光の言葉』 出光興産 1984年
- 滝口凡夫 編『出光佐三魂の言葉 : 互譲の心と日本人』海竜社、2012年。ISBN 9784759312508。

### 伝記
- 橘川武郎『出光佐三　黄金の奴隷たるなかれ』（ミネルヴァ書房〈ミネルヴァ日本評伝選〉, 2012年）
- 北尾吉孝『出光佐三の日本人にかえれ』（あさ出版, 2013年）
- 松本幸夫『海賊とよばれた男 出光佐三の生き方』（総合法令出版, 2013年）
- 木本正次『小説出光佐三　燃える男の肖像』（復刊ドットコム, 2015年）
- 野中根太郎『士魂商才の大海賊 出光佐三の名言』（アイバス出版, 2016年）
- 奥本康大『正伝 出光佐三 日本を愛した経営者の神髄』（展転社, 2021年）
- マンガふるさとの偉人「出光佐三 日本を支え故郷を愛した宗像人」 発行 福岡県宗像市 2024年3月 https://www.bgf.or.jp/bgmanga/332/